# Іст-Кінгстон (Нью-Йорк)
Іст-Кінгстон (англ. East Kingston) — переписна місцевість (CDP) в США, в окрузі Ольстер штату Нью-Йорк. Населення — 277 осіб (2020).

## Географія
Іст-Кінгстон розташований за координатами 41°57′3″ пн. ш. 73°58′29″ зх. д. / 41.95083° пн. ш. 73.97472° зх. д. (41.950860, -73.974595).  За даними Бюро перепису населення США в 2010 році переписна місцевість мала площу 1,80 км², з яких 1,75 км² — суходіл та 0,06 км² — водойми.

## Демографія
Згідно з переписом 2010 року, у переписній місцевості мешкало 276 осіб у 114 домогосподарствах у складі 68 родин. Густота населення становила 153 особи/км².  Було 136 помешкань (75/км²).
Расовий склад населення:
| - 85,5 % — білих - 10,9 % — чорних або афроамериканців - 1,4 % — осіб інших рас |

До двох чи більше рас належало 2,2 %. Частка іспаномовних становила 8,0 % від усіх жителів.
За віковим діапазоном населення розподілялося таким чином: 18,8 % — особи молодші 18 років, 66,7 % — особи у віці 18—64 років, 14,5 % — особи у віці 65 років та старші. Медіана віку мешканця становила 39,0 року. На 100 осіб жіночої статі у переписній місцевості припадало 110,7 чоловіків;  на 100 жінок у віці від 18 років та старших — 113,3 чоловіків також старших 18 років.
Медіана доходів становила 21 042 долари для чоловіків та 31 250 доларів для жінок. За межею бідності перебувало 30,4 % осіб, у тому числі 43,8 % дітей у віці до 18 років та 10,8 % осіб у віці 65 років та старших.
Цивільне працевлаштоване населення становило 167 осіб. Основні галузі зайнятості: будівництво — 34,7 %, освіта, охорона здоров'я та соціальна допомога — 30,5 %, сільське господарство, лісництво, риболовля — 6,0 %, роздрібна торгівля — 5,4 %.